# Rosário (gemeente)
Rosário is een gemeente in de Braziliaanse deelstaat Maranhão. De gemeente telt 39.627 inwoners (schatting 2009).